# Les Huguenots

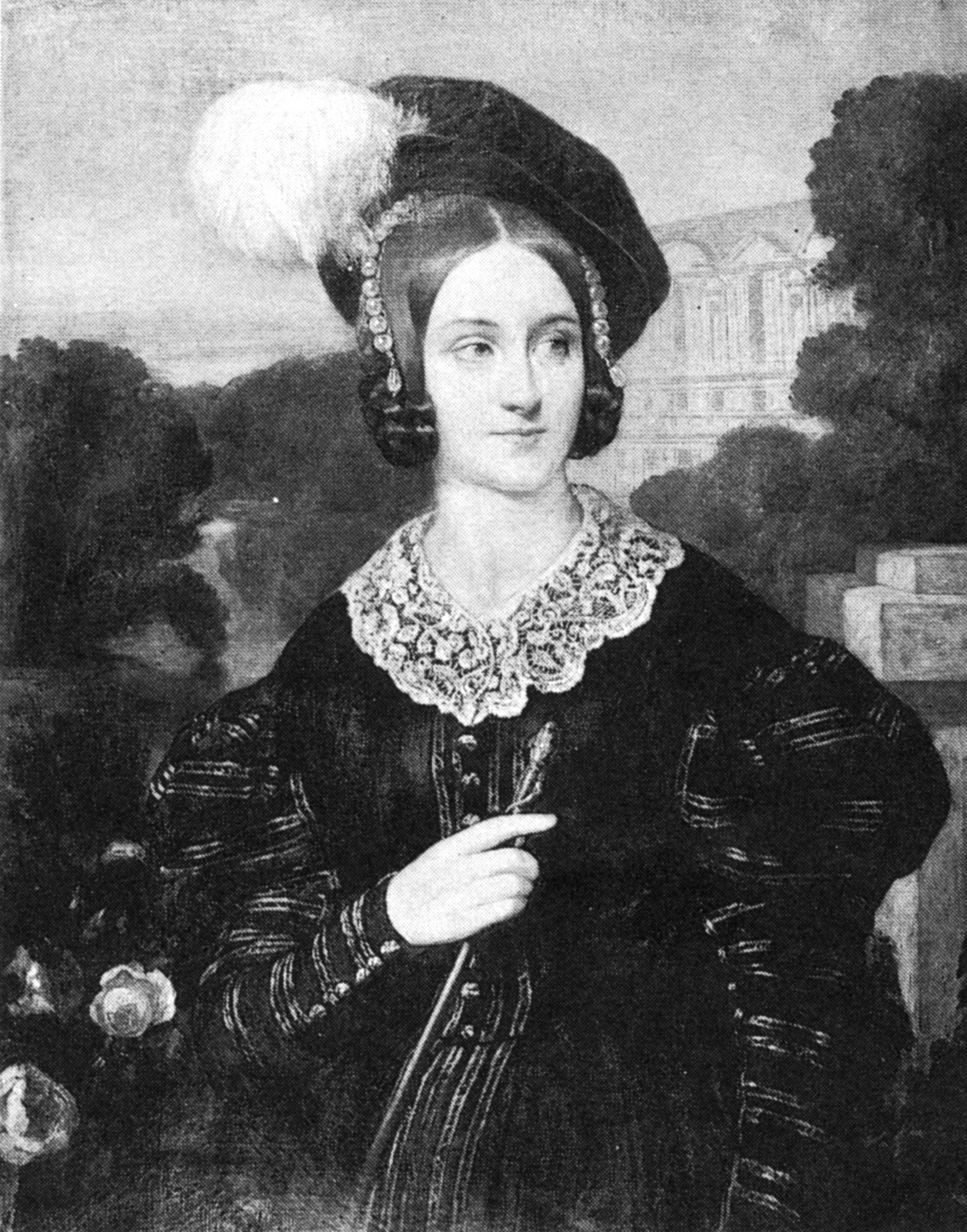
Julie Dorus-Gras als de eerste Marguerite de Valois

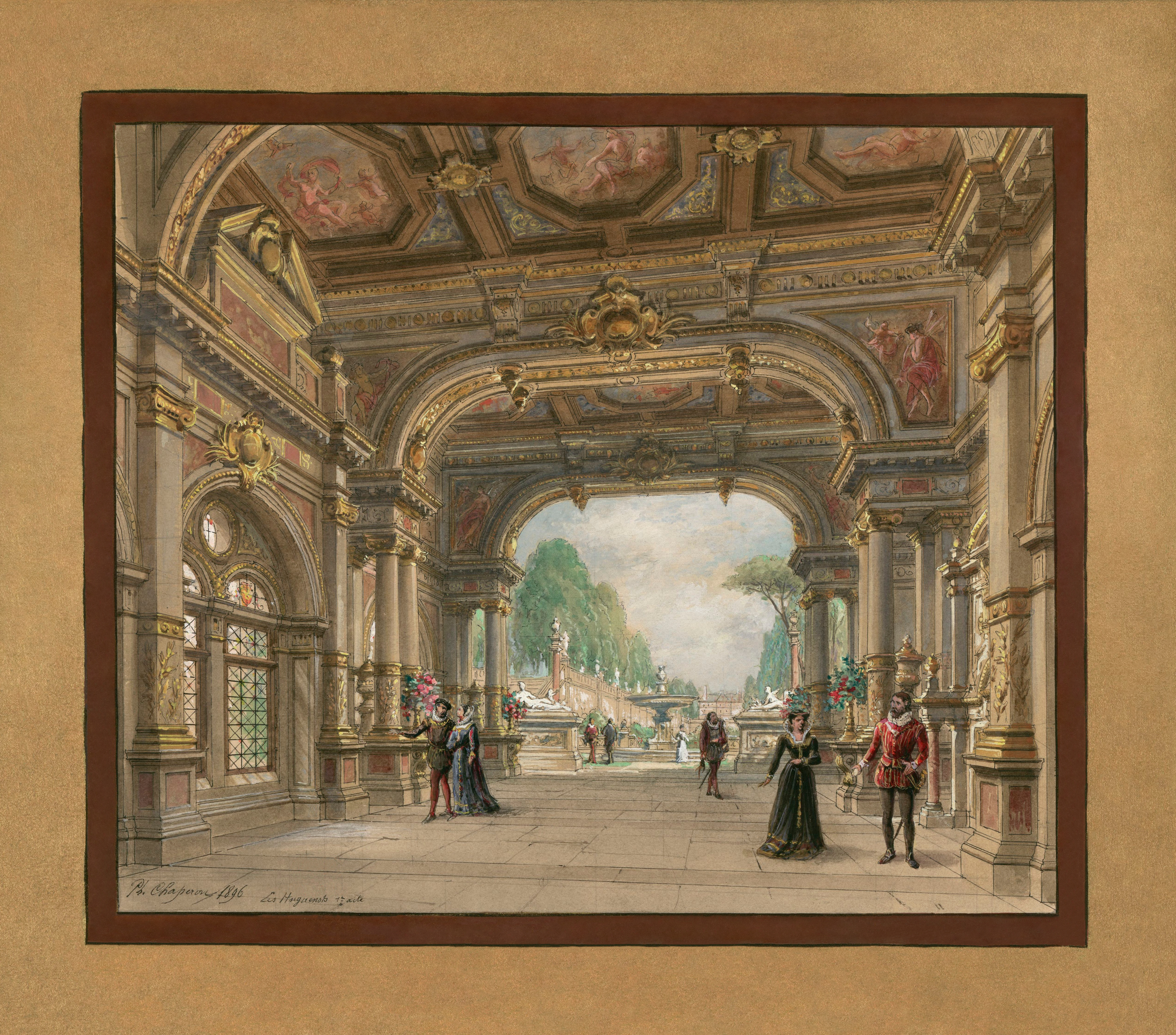
Set ontwerp door Philippe Chaperon voor het eerste bedrijf van de uitvoering in 1897 in het Palais Garnier

Les Huguenots is een opera in vijf bedrijven van de Duitse componist Giacomo Meyerbeer op een libretto van Eugène Scribe en Émile Deschamps. De eerste opvoering vond plaats in Parijs in 1836.

## Inhoud
De plot speelt zich af tegen de historische context van de Bartholomeusnacht (1572), tijdens dewelke duizenden Franse hugenoten door de katholieken werden afgeslacht met de bedoeling een einde te maken aan de protestantse invloed in Frankrijk.

## Eerste bedrijf
Het kasteel van de graaf van Nevers.
De katholieke graaf van Nevers onderhoudt een aantal edelen. Ze wachten op de komst van Raoul en zijn verrast te horen dat deze boodschapper van het hof een hugenoot is. Bij zijn aankomst wordt de nieuwkomer gevraagd een liefdesverhaal te brengen. Raoul vertelt hierop hoe hij een onbekende schoonheid heeft gered en verliefd op haar is geworden. Raouls dienaar Marcel is geschokt zijn meester in katholiek gezelschap te zien en zingt een gebed en vervolgens een strijdlied van de hugenoten. De aankomst van een mysterieuze dame die met Nevers wil spreken, onderbreekt de vrolijkheid. Raoul herkent in haar zijn onbekende schoonheid. In feite is zij Valentine, de dochter van de graaf van St. Bris en verloofde van Nevers, die van koningin Marguerite van Valois de opdracht heeft gekregen haar verloving te verbreken. De page Urbain komt binnen met een geheime boodschap voor Raoul, waarin hem wordt gevraagd geblinddoekt naar een geheime afspraak te komen.

## Tweede bedrijf
Kasteel en tuinen van Chenonceaux.
Koningin Marguerite kijkt in een spiegel die door Urbain wordt opgehouden. Valentine komt op en vertelt dat Nevers akkoord is gegaan met de verbreking van hun verloving. Marguerites dames verschijnen in badkledij. Er volgt een ballet. Dan komt de geblinddoekte Raoul op, die door de dames wordt geplaagd. Wanneer Raoul zijn blinddoek wordt afgenomen, beveelt de koningin hem met Valentine te trouwen om de relatie tussen de katholieken en de protestanten te verbeteren. Raoul, die denkt dat Valentine Nevers' maîtresse is, weigert echter en de edelen zweren wraak. Marcel berispt Raoul dat hij zich met katholieken ophoudt.

## Derde bedrijf
Parijs, de Pré aux clercs op de linkeroever van de Seine; zonsondergang.
Er is veel volk op de been. Valentine is zojuist met Nevers getrouwd, maar blijft in de kapel om te bidden. Marcel bezorgt een uitdaging van Raoul. St. Bris besluit Raoul aan te vallen, maar wordt afgeluisterd door Valentine. Een nachtwacht kondigt de avondklok af. Valentine, vermomd, vertelt Marcel van het complot tegen Raoul. Het duel wordt onderbroken door rivaliserende facties van katholieke en protestante studenten; alleen de aankomst van de koningin doet de chaos bedaren. Raoul realiseert zich dat Valentine hem heeft gered en dat zijn verdenking jegens haar ongegrond was. Ze is echter met de vijand getrouwd. Nevers leidt haar in een magnifieke processie weg.

## Vierde bedrijf
Een kamer in het stadhuis van Nevers.
Valentine is alleen maar wordt verrast door Raoul, die haar nog één keer wil ontmoeten. Het geluid van naderende mensen doet Raoul zich achter een gordijn verbergen, waar hij hoort dat de katholieke edelen, begeleid door drie monniken die hun zwaarden zegenen, van plan zijn de hugenoten te vermoorden. Alleen Nevers weigert hieraan mee te doen. Wanneer de edelen zijn vertrokken, wordt Raoul verscheurd door een dilemma: waarschuwt hij zijn vrienden of blijft hij bij Valentine? Zijn plicht overwint echter en Raoul gaat ervandoor terwijl Valentine flauwvalt.

## Vijfde bedrijf
Scene 1: een balzaal.
De protestanten vieren het huwelijk van de koningin met Hendrik van Navarra. Klokkengelui onderbreekt de handelingen, evenals de binnenkomst van Raoul, die meldt dat dat het teken was voor het afslachten van de hugenoten.
Scene 2: een kerkhof met op de achtergrond een bouwvallige protestantse kerk.
Nevers sterft terwijl hij de gewonde Marcel probeert te beschermen. Valentine besluit protestants te worden en met Raoul te trouwen en Marcel voert de rituelen uit. Ze worden echter alle drie neergeschoten door een stel moordenaars. Ze worden uiteindelijk vermoord door St. Bris en zijn mannen, die te laat beseft dat hij zijn eigen dochter heeft vermoord.